# Gryźliny (gromada w powiecie nowomiejskim)
Gryźliny – dawna gromada, czyli najmniejsza jednostka podziału terytorialnego Polskiej Rzeczypospolitej Ludowej w latach 1954–1972.
Gromady, z gromadzkimi radami narodowymi (GRN) jako organami władzy najniższego stopnia na wsi, funkcjonowały od reformy reorganizującej administrację wiejską przeprowadzonej jesienią 1954 do momentu ich zniesienia z dniem 1 stycznia 1973, tym samym wypierając organizację gminną w latach 1954–1972.
Gromadę Gryźliny z siedzibą GRN w Gryźlinach utworzono – jako jedną z 8759 gromad na obszarze Polski – w powiecie nowomiejskim w woj. olsztyńskim na mocy uchwały nr 20 WRN w Olsztynie z dnia 4 października 1954. W skład jednostki weszły obszary dotychczasowych gromad Bagno, Chrośle, Gryźliny, Jamielnik i Radomno ze zniesionej gminy Nowy Dwór Bratjański w tymże powiecie. Dla gromady ustalono 19 członków gromadzkiej rady narodowej.
31 grudnia 1961 do gromady Gryźliny włączono wieś Nowy Dwór Bratjański ze zniesionej gromady Bratjan w tymże powiecie.
22 grudnia 1971 do gromady Gryźliny włączono obszar zniesionej gromady Skarlin w tymże powiecie.
Gromada przetrwała do końca 1972 roku, czyli do kolejnej reformy gminnej.